# Pemberton-Billing P.B.25
Développé par Noel Pemberton Billing en 1915 à partir du P.B.23 en accroissant la flèche de l'aile de 11°, le P.B.25 n'a pas connu de service opérationnel en dehors de vols d'essai à Eastchurch, Killingholme et l'île de Grain